# Act of Settlement (1701)

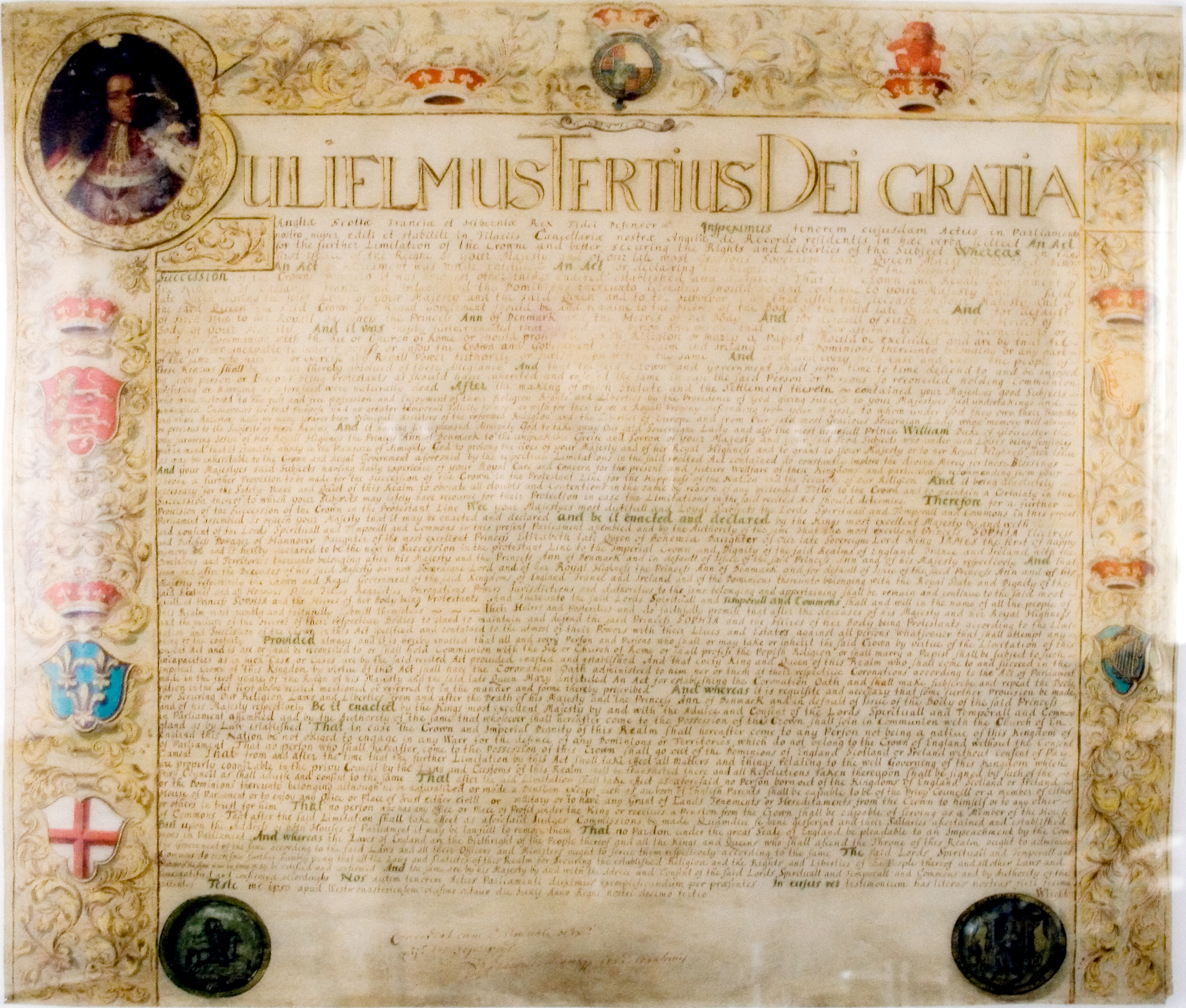
De originele Act of Settlement

De Act of Settlement was een oorspronkelijk Engelse wet die regelde dat de protestantse nakomelingen van keurvorstin Sophia van Hannover de Engelse troon zouden erven. De wet werd overgenomen door het parlement van Groot-Brittannië en later door dat van het Verenigd Koninkrijk en regelt nog steeds de Britse troonopvolging.

## Achtergrond
De wet werd in 1701 aangenomen door het Engelse parlement, tijdens de regering van koning Willem III. Omdat hij geen kinderen had en zijn vrouw Maria in 1694 was overleden, zou de troon na zijn dood aan Maria’s zuster Anna toekomen. Haar enige overlevende kind, Willem, overleed echter in 1700 op elfjarige leeftijd aan de pokken en het was erg onwaarschijnlijk dat zij nog een kind zou krijgen.
Een eerdere wet die de troonopvolging regelde, de Bill of Rights van 1689, schreef voor dat alleen de nakomelingen van Maria en Anna de troon konden bestijgen. Er was dus behoefte aan een nieuwe wet die een protestants monarch zou garanderen en de afgezette rooms-katholieke koning Jacobus II en zijn nakomelingen zou uitsluiten van opvolging.

## Uitwerking
De Act of Settlement bepaalde dat na Anna’s dood de troon zou toekomen aan Sophia van Hannover, kleindochter van Jacobus I van Engeland, en haar nakomelingen. Alleen nakomelingen die anglicaans of protestants waren, konden opvolgen. Rooms-katholieken en personen die in de lijn van opvolging waren opgenomen en met een katholiek trouwden, werden voor het leven uitgesloten van opvolging, evenals hun nakomelingen.
Door het Verdrag van Vereniging geldt de Act of Settlement sinds 1707 ook voor Schotland.